# Ишпарсово
Ишпарсово (баш. Ишбарс, чув. Ямансас) — село в Стерлитамакском районе Башкортостана, входит в состав Подлесненского сельсовета.

## История
Основано чувашами-новокрещенцами в 1775 г. на основе договора об аренде с башкирами Телтим-Юрматынской волости. Чуваши Федор Архипов и другие подписали этот документ о припуске на 25 лет. Через 16 лет они купили у минцев за 40 рублей земельные угодья в районе рек Месели, Куганак и болота Ямансаз. В первое время деревня называлась Ямансас. В архивах министерства обороны у фронтовиков Великой Отечественной войны написано Ямансас. Жители села и округи до сих пор так называют село.
В январе 1892 г. Ломоносовым Алексеем Степановичем в д. Ишпарсово было открыто Ишпарсовское начальное училище, в котором обучалось 42 ученика.
В 1896 г. силами местного, сельского общества было построено здание для местной школы.
В 1902 г. строится первое типовое школьное здание за счёт государства. Принял её Чараев Николай Иванович.
В 1931 и 1932 гг. функционировала школа крестьянской, а позже школа колхозной молодёжи (ШКМ).
В 1933 г. ШКМ была переименована в Ишпарсовскую семилетнюю школу.
Первый директор — Романов Дмитрий Захарович.
В 1964 г. на средства колхоза «Дружба» было построено современное здание школы, которое функционирует по сегодняшний день.
Краеведческий музей при школе с. Ишпарсово открыт 4 мая 1980 г. по инициативе педагогического коллектива и общественности села. Размещен в отгороженной рекреации. Условия хранения музейного фонда соответствуют нормативным требованиям. Имеются книги учета основного и научно-вспомогательного фонда.

## Население
| 2002 | 2009 | 2010 |
| ---- | ---- | ---- |
| 711  | ↗771 | ↘767 |

Национальный состав
Согласно переписи 2002 года, преобладающая национальность — чуваши (88 %).

## Географическое положение
Расстояние до:
- районного центра (Стерлитамак): 25 км,
- центра сельсовета (Подлесное): 3 км,
- ближайшей ж/д станции (Стерлитамак): 25 км.

## Религия
В Ишпарсово преобладает православие, есть Михайло-Архангельская православная церковь.
Была построена и открыта в 1903 году. Храм строил и собирал на него средства Иван Филиппов. Храм был построен деревянный, лес привозили из Авзяна. Иван Филиппов ходил по дворам с кружкой и собирал по копейке, по рублю — кто сколько даст. За это люди прозвали его "Иван — кружка". Он несколько раз был в Иерусалиме, откуда привозил деньги на храм, книги и иконы. При храме жили две монахини. На территории церкви стояли кельи монахинь и священника.
Закрыли церковь в 1931 году.
Впоследствии в здании храма был клуб, затем зерно-хранилище. В 1935—37 годах советская власть разрушила церковь. Колокол сбросили, привязав его к трактору. Учеников школы заставляли собирать остатки досок и даже гвозди разрушенного храма.
В 1990 году в с. Ишпарсово открылся молитвенный дом, возобновились службы, началось возрождение церковной жизни.
Спустя три года в 1993 году, состоялось освящение места строительства нового храма. Настоятелем церкви в это время был отец Нил. В августе 1995 года указом Владыки Никона настоятелем храма был назначен иерей Вениамин (Филиппов), духовным отцом которого является архимандрит Кирилл (Павлов). Строительство продолжалось.
В 1997 году на Вербное воскресение впервые прошла служба в строящемся храме. В июне 2000 года Владыкой Никоном было совершено Великое освящение храма.
Тогда же при храме началось строительство Дома Милосердия и при нём малого храма в честь иконы Богородицы «Всех Скорбящих Радость», завершившееся к 2003 году.
Обитель принимала людей, оказавшихся в трудных жизненных ситуациях. При ней было организовано небольшое хозяйство.
В настоящее время в обители служат 4 священника, которые окормляют около 15 приходов Уфимской и Салаватской епархий. При храме живёт небольшая женская монашеская община, организуются крестные ходы и паломничества по святым местам.